# Хоробрів (Шептицький район)
Хоробрів — село в Україні, в Шептицькому районі Львівської області. Населення становить 642 особи.

## Історія
Перша письмова згадка датується 1453 р. Село детально описане в королівській люстрації 1565 р.
Станом на 1880 р. у Хороброві налічувалось 695 жителів, з них 605 — греко-католиків, 60 — римо-католиків і 30 юдеїв.
У міжвоєнний період село було адміністративним центром ґміни Хоробрув, яка входила до Сокальського повіту Львівського воєводства.
Напередодні Другої світової війни, на 01.01.1939 р. в селі проживало вже 1010 мешканців, з них 820 українців-греко-католиків, 140 українців-латинників, 25 поляків-римо-католиків, 15 євреїв і 10 німців.

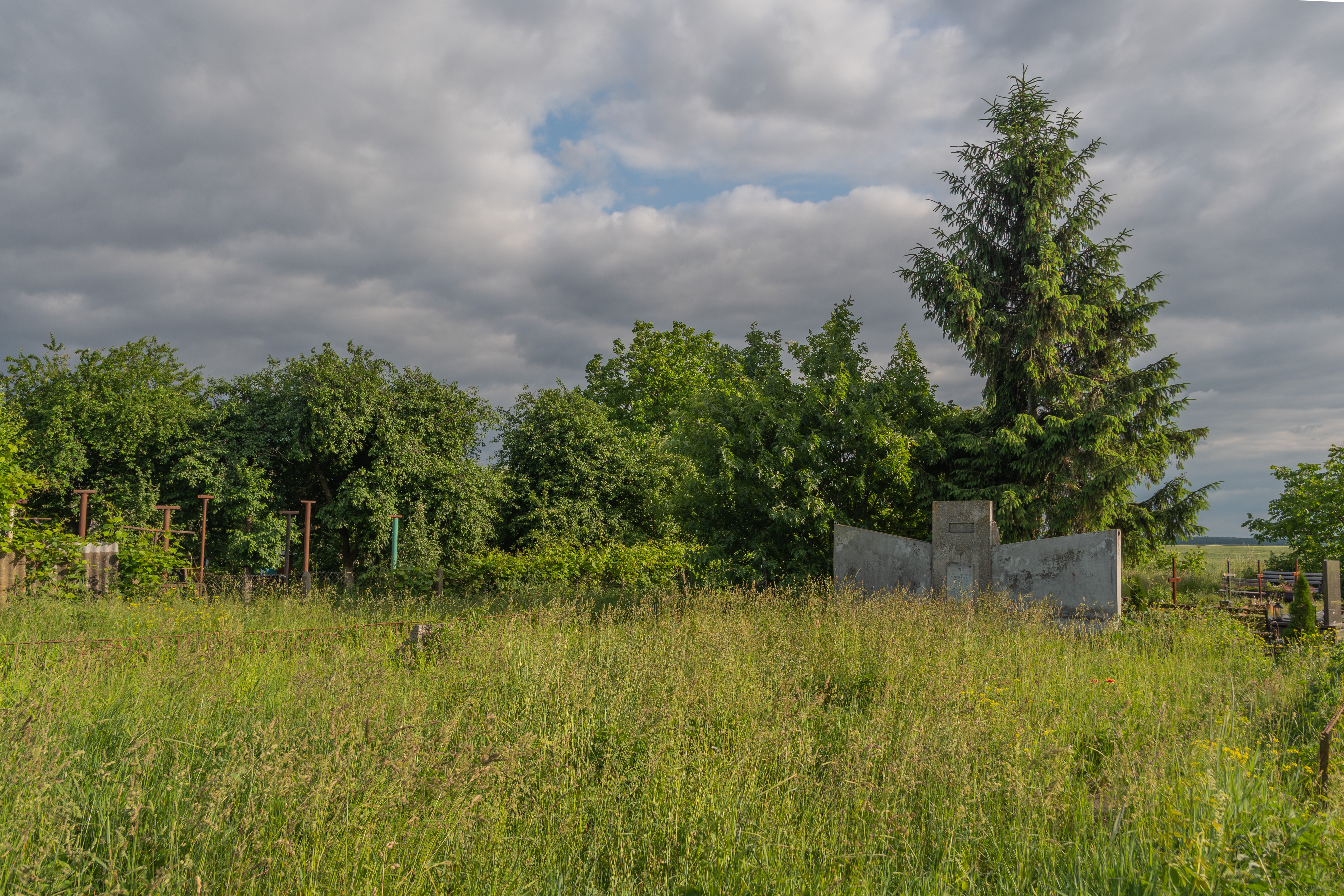
Дільниця на кладовищі, де поховані радянські воїни

Після Другої світової війни Хоробрів, як і інші села Сокальського Закерзоння опинилося в складі Польщі. 6 травня 1946 р. українське населення села примусово було виселено до УРСР (здебільшого до Тернопільської області). Збройний опір депортації українців у Хороброві чинили відділи УПА. Так, 5 травня 1946 р. стрільці УПА ВО-БУГ провели успішну наступальну операцію проти радянських і польських військових формувань із застосуванням німецьких реактивних снарядів. 6-15 липня 1947 року в рамках операції «Вісла» решту 81 мешканця, які на той час ще залишались у селі (із змішаних польсько-українських сімей) було депортовано у північно-західні райони Польщі. У селі залишилося 67 поляків.
До 1951 р. село знаходилось у складі Польщі. За радянсько-польським обміном територіями 15 лютого 1951 року село передане до УРСР, а частина польського населення переселена до Нижньо-Устрицького району, включеного до складу ПНР. У 1953 р. знову заселене українцями і перейменоване на Правда. Сюди було переселено мешканців с. Хітар Стрийського р-ну Львівської області. До рідного села в середині 1950-х рр. повернулася лише частина корінних мешканців.
У 1993 р. відновлено колишню назву Хоробрів.

## Сучасність
У селі дерев'яна церква св. Косми і Дам'яна (1864 р.), загальноосвітня школа, дитячий садок, Народний дім, амбулаторія.
У 2011 р. встановлено пам'ятник, присвячений 20-річчю незалежності України.

## Населення

### Мова
Розподіл населення за рідною мовою за даними перепису 2001 року:
| Мова       | Кількість | Відсоток |
| ---------- | --------- | -------- |
| українська | 816       | 99.63%   |
| російська  | 2         | 0.24%    |
| румунська  | 1         | 0.13%    |
| Усього     | 483       | 100%     |

## Церква св. Косми і Дам'яна[7]

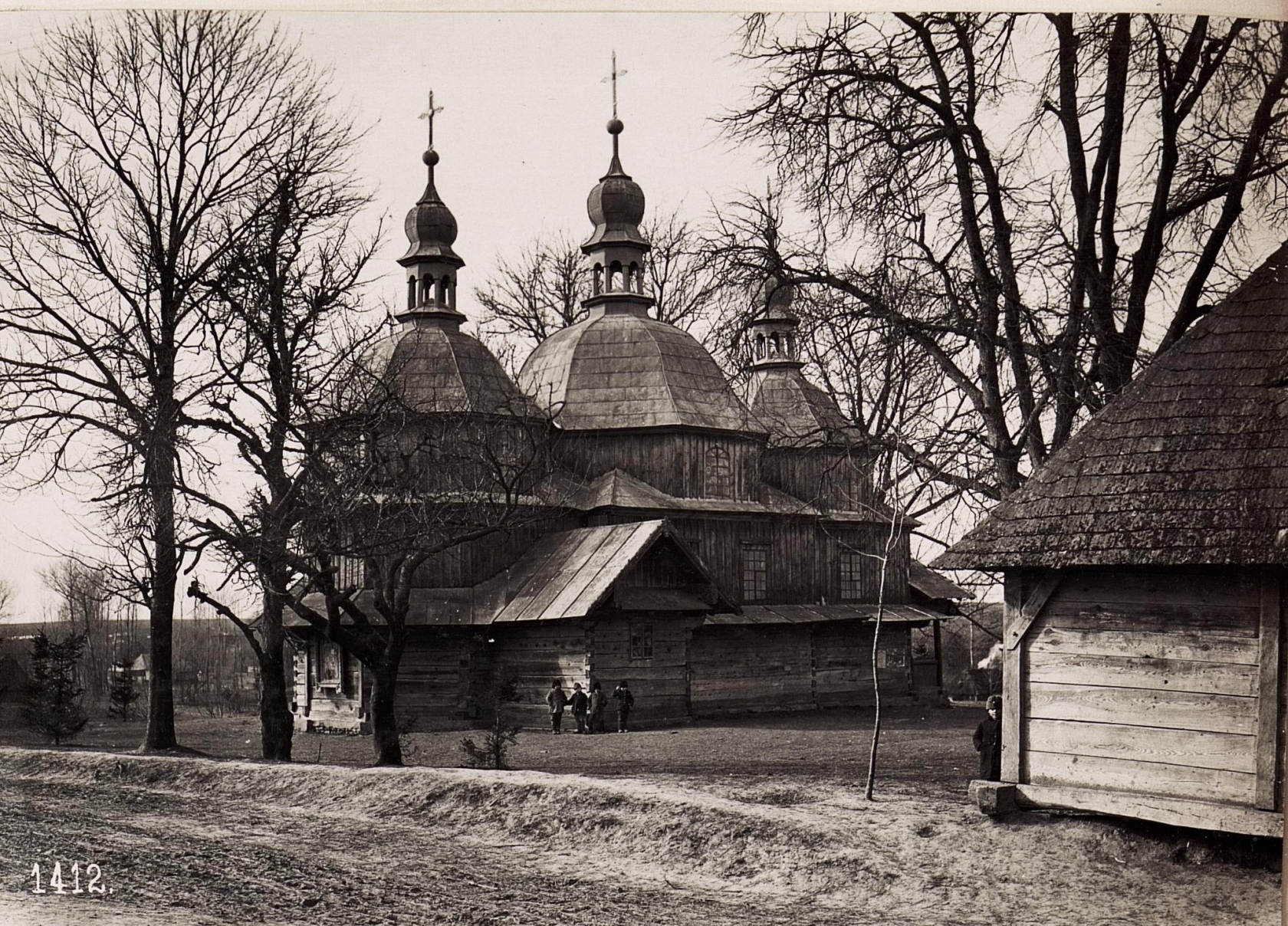
Церква свв. Косми і Дам'яна (Хоробрів), 20 лютого 1918 р.

Найдавніші згадки про церкву у Хороброві походять з 1564—1656 р. Ерекційний акт надано вже існуючій церкві польським королем Августом у 1759 р. На переломі XVIII—XIX століть була зведена нова дерев'яна церква на місці давнішої. У 1864 р. вибудували чергову дерев'яну тризрубну триверху церкву, освячену у 1881 р. Восьмерики, встановлені на зрубах надопасань, завершені зрізаними наметовими банями, увінчаними ліхтарями і маківками. До бабинця з заходу прилягає ґанок-присінок, а до вівтаря з півночі — захристія. Оточена церква невеликим піддашшям. Поруч мурована стінна дзвіниця.
До заборони УГКЦ і депортації українців у 1946 р. церква була парохіяльною у Варяжському деканаті Перемишльської єпархії.

## Знамениті люди
- Івченко Олексій Григорович — український політик правого спрямування, підприємець, банкір.

В 1939 році у волосному уряді волості Хоробрів працював Василь Хома.